# Autostrada A35 (Holandia)
Autostrada A35 (nl. Rijksweg 35) – autostrada w Holandii zaczynająca się na skrzyżowaniu z autostradą A28 w Zwolle, stanowiąca połączenie z granicą holendersko-niemiecką, gdzie przechodzi w drogę krajową B54 w kierunku Münster.